# Jim Davis (képregényrajzoló)
Jim Davis, teljes nevén James Robert Davis (Marion, Indiana, 1945. július 28. –) amerikai képregényrajzoló, a Garfield képregény szerzője.

## Pályafutása

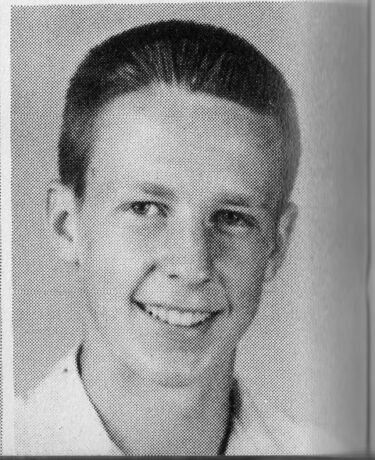
Jim David 1962-ben

Jim Davis indianai farmer családból származik, Fairmount mellől. Szülei James William Davis és Betty Davis. Rajta kívül még egy testvére, David "Doc" Davis volt. Rajtuk kívül még pár szarvasmarha és 25 macska is volt. Jim eredetileg farmer akart lenni, de gyerekkori asztmája miatt nem lehetett, gyakran kellett feküdnie, felmentve a munka alól. Édesanyja ekkor papírt és ceruzát nyomott a kezébe, hátha rajzolással gyorsabban telik az idő. Kezdetben minden rajzához oda kellett írni, mit ábrázol. Ám az idő múlásával egyre jobbak lettek a rajzai és már történetbe is foglalta a szereplőket. Így vált tudta nélkül képregényrajzolóvá.
Miután 1963-ban leérettségizett a Fairmount High Schoool-on, a Ball State University hallgatója lett, David Letterman évfolyamtársa. Egyetemi hallgatóként a szertornának hódolt. Egy edzés alkalmával megrepedt egy csigolyája, kétszer is gerincműtétet hajtottak végre rajta. Az egyetem után egy reklámügynökségnél dolgozott mint grafikus, azután a sajtónak rajzolt és reklámokat írt. A Garfield megalkotása előtt számos próbálkozása is született. Az első a Gnorm Gnat volt, amiről úgy érezte, sikerre számíthat, ám a sajtóügynökség nem sok fantáziát látott benne, így végül az utolsó képsorban Gnormot, a főhős bogarat eltaposta egy óriási láb, és ezzel sorsa beteljesedett (a rovar eltiprásának momentuma viszont átöröklődött a Garfieldban, mivel Garfield előszeretettel tiporja agyon a pókokat). Ezután azonban elkészítette azt a képregényt, ami világhírűvé tette.

## A Garfield története
A Gnorm Gnat vége után Jim egy újabb terv kidolgozásába kezdett. Történeteinek hőse ezúttal egy képregényrajzoló és a macskája. Rajzait elküldte néhány sajtóügynökségnek, ahonnan biztató válaszokat kapott. A szerkesztőknek tetszett az új figura, csupán egy dolgot kifogásoltak: folyton a macskának jutottak a jó poénok. Jim nagyon bölcsen döntött, és Garfieldot tette főszereplővé. 1978. január 24-én az United Media Feature ügynökség igent mondott Garfieldra, s a június 19-én kötött szerződés értelmében a képregény 41 amerikai lapban jelent meg. „Azért választottam macskát főhősül, mert sikeres kutya hősök már szép számban léteztek akkoriban a képregény műfajban és én nem szeretek versenyezni” – nyilatkozza Davis. A képregénynek eredetileg a Garfield és barátai címet szánták, de végül a TV-ben sugárzott rajzfilmsorozat futott ilyen címmel.
A Garfield főhősei nem pusztán csak kitalált alakok, hanem valós személyekről mintázottak. Garfield gazdájának, Jon Arbuckle-nek szülei szintén vidéki farmerek. Magát Garfieldot Davis saját nagyapjáról, James A. Garfield Davis-ről nevezte el, aki jellemében, sőt testi felépítésében is egyezett Garfielddal. Amellett a rajzoló saját személyisége is jelen van részben, mint a természet iránti kötődése és szeretete, ugyanakkor Jonnak, akárcsak neki is, kedvenc sportja a golf.
A képregényt 1978 júliusában az ügynökség levette az újságokból, de szerencsére az olvasóközönség tiltakozásának nyomására hamar visszahelyezték. 

Garfield akkora sikert aratott, hogy 1982-re az egyik legnépszerűbb képregényfiguraként tartották már számon, s vagy ezer újságban olvasható volt. Ebben az évben készült az első Garfield-rajzfilm, melyeket maga a szerző készített. 1984-től a Garfield új kiadója az általa még ebben az évben alapított Paws cég, és azóta is itt dolgozik.
Ugyancsak a 80-as években kezdte el Davis rajzolni az Orsont, amelynek szereplőit hajdani családi farmjuk állatairól mintázta, s amellett a vidék, a vidéki emberek, állatok és a természethez való ragaszkodását is hangsúlyozza, de ennek a képregénynek a 90-es években vége szakadt. Majd 2010. március 3-tól ismétlésként újra megjelent a Garfield. comon.

## Garfield karrierje
1987-től már kétezerre bővült a Garfieldot közlő lapok száma szerte a világon, 2000-re ez 2600-ra nőtt és több mint negyedmillárdos olvasói tábora van. Kétségkívül a képregény eddigi történetének legnépszerűbb és legsikeresebb figurája Garfield. 

Maga Davis sem tudja megválaszolni konkrétan alkotása sikerének titkát. Elmondása szerint törekszik a közérthető, általános viccekre, s arra, hogy mindenkinek mondjanak valamit. Két témára nagyon koncentrál, ami valóban minden embert érint, az evés és az alvás, mely jelen esetben Garfield kedvenc „hobbija”. Ez a nemzetközi jellegű humor szerinte megköveteli a szleng és a szóviccek kerülését.
Davis egy időben Brett Kothtal szerkesztette a Mr. Potato Head - Krumplifej c. képregényt is. A képregényrajzolás mellett aktív természetvédő, s efféle figyelemfelhívó kampányokban vesz részt.
Magyarországon 1990-től havonta jelentkező Garfield-magazin olvasható, a SEMIC Interprint Nyomdai és Kiadó Kft., későbbi nevén Adoc-Semic majd a DRIZE Kiadói Kft. kiadásában. Emellett már szintén a DRIZE Kiadói Kft. kiadásával megjelenik két havonta a Zseb-Garfield.

## Magyarul
- Garfield, az én nagykönyve; fordította: Esztó Barbara; Egmont Hungary, Budapest, 1994
  - (Garfield ego könyve címen is)
- Az első húsz év. Garfield jubileumi válogatás; fordította: Nagy Ágnes, Boronyák Rita; Semic Interprint, Budapest, 1998
- Jöhet a torta! Garfield 25 éve; összeáll. Mark Acey, Scott Nickel; Adoc-Semic, Budapest, 2003
- Komolytalan életem Garfielddal. Jon Arbuckle krónikája; írta Jim "Mókamester" Davis, fordította: Benes Attila, Boronyák Rita, Frenkel Éva; Drize, Budapest, 2015
- Garfield kutyavilága. Ubul elszabadul!; fordította: Benes Attila, Boronyák Rita, Frenkel Éva; Drize, Budapest, 2017

### Zseb-Garfieldsorozat (1994–)
- 1. Garfield dalra fakad; fordította: Bayer Antal; Semic Interprint, Budapest, 1994
- 2. Szeretettel, tőlem neked; fordította: Frenkel Éva; Semic Interprint, Budapest, 1995
- 3. Ha beindul...; fordította: Frenkel Éva; Semic Interprint, Budapest, 1995
- 4. Mély benyomások; fordította: Frenkel Éva; Semic Interprint, Budapest, 1995
- 5. A világ közepe; fordította: Frenkel Éva; Semic Interprint, Budapest, 1995
- 6. A tuti befutó; fordította: Frenkel Éva; Semic Interprint, Budapest, 1995
- 7. A virtuóz; fordította: Bayer Antal; Semic Interprint, Budapest, 1995
- 8. A kelletlen Rómeó; fordította: Bayer Antal; Semic Interprint, Budapest, 1996
- 9. Él és virul; fordította: Bayer Antal, Boronyák Rita; Semic Interprint, Budapest, 1996
- 10. Szemem fénye; fordította: Bayer Antal, Boronyák Rita; Semic Interprint, Budapest, 1996
- 11. Mon chéri!; fordította: Bayer Antal, Boronyák Rita; Semic Interprint, Budapest, 1996
- 12. A csúcsra tör; fordította: Bayer Antal, Boronyák Rita; Semic Interprint, Budapest, 1996
- 13. Mosolyt növeszt; fordította: Bayer Antal, Boronyák Rita; Semic Interprint, Budapest, 1996
- 14. Mici, te édes!; fordította: Bayer Antal, Boronyák Rita; Semic Interprint, Budapest, 1997
- 15. Miért utálom a hétfőt?; fordította: Bayer Antal, Boronyák Rita; Semic Interprint, Budapest, 1997
- 16. Modern idők trubadúrja; fordította: Boronyák Rita, Bayer Antal; Semic Interprint, Budapest, 1997
- 17. Virágnyelven tanul; fordította: Boronyák Rita, Bayer Antal; Semic Interprint, Budapest, 1997
- 18. Mindenek felett; fordította: Boronyák Rita, Bayer Antal; Semic Interprint, Budapest, 1997
- 19. Indulhat a buli!; fordította: Boronyák Rita, Bayer Antal; Semic Interprint, Budapest, 1997
- 20. A javából; fordította: Boronyák Rita, Bayer Antal; Semic Interprint, Budapest, 1998
- 21. Edzésben; fordította: Boronyák Rita, Bayer Antal; Semic Interprint, Budapest, 1998
- 22. Csillag születik; fordította: Frankel Éva; Semic Interprint, Budapest, 1998
- 23. Elkészülni, vigyázz, hamm!; fordította: Frenkel Éva; Semic Interprint, Budapest, 1998
- 24. Átütő siker!; fordította: Frankel Éva; Semic Interprint, Budapest, 1998
- 25. Enni vagy nem enni? Ez egy csacsi kérdés; fordította: Boronyák Rita; Semic Interprint, Budapest, 1998
- 26. Csonttörő SC; fordította: Frenkel Éva; Semic Interprint, Budapest, 1999
- 27. Szabad rúgás?!; fordította: Frenkel Éva, Boronyák Rita; Semic Interprint, Budapest, 1999
- 28. Féktelen strandoló; fordította: Boronyák Rita; Semic Interprint, Budapest, 1999
- 29. Ez az ágy kiadó!; fordította: Boronyák Rita; Semic Interprint, Budapest, 1999
- 30. Lustálkodás haladóknak. Őszi levelező tagozat; fordította: Boronyák Rita; Semic Interprint, Budapest, 1999
- 31. Ideális állás: évi egy munkanap; fordította: Boronyák Rita; Semic Interprint, Budapest, 1999
- 32. Cirmos cica, haj, most lesz neked jaj!; fordította: Boronyák Rita; Semic Interprint, Budapest, 2000
- 33. A helyzet magaslatán; fordította: Frenkel Éva; Semic Interprint, Budapest, 2000
- 34. Szülinapi meghökkenés; fordította: Frenkel Éva; Adoc-Semic, Budapest, 2000
- 35. Homok, hűs, habok henyélés!; fordította: Frenkel Éva; Adoc-Semic, Budapest, 2000
- 36. Csak elindulni nehéz!; fordította: Boronyák Rita; Adoc-Semic, Budapest, 2000
- 37. A nagyság titka; fordította: Boronyák Rita; Adoc-Semic, Budapest, 2000
- 38. Útmutató a boldoguláshoz; fordította: Boronyák Rita; Adoc-Semic, Budapest, 2001
- 39. Útmutató a barátokhoz; fordította: Boronyák Rita; Adoc-Semic, Budapest, 2001
- 40. Útmutató az egészséges életmódhoz; fordította: Boronyák Rita; Adoc-Semic, Budapest, 2001
- 41. Útmutató az élethez a Grand Fotelban; fordította: Boronyák Rita; Adoc-Semic, Budapest, 2001
- 42. Útmutató kis és nagy állatokhoz; fordította: Boronyák Rita; Adoc-Semic, Budapest, 2001
- 43. Útmutató borús és derűs időkre; fordította: Boronyák Rita; Adoc-Semic, Budapest, 2002
- 44. Útmutató hétalvóknak; fordította: Boronyák Rita; Adoc-Semic, Budapest, 2002
- 45. Útmutató a koffeinizmushoz; fordította: Boronyák Rita; Adoc-Semic, Budapest, 2002
- 46. Útmutató a randizáshoz; fordította: Boronyák Rita; Adoc-Semic, Budapest, 2002
- 47. Útmutató rosszcsontoknak; fordította: Boronyák Rita; Adoc-Semic, Budapest, 2002
- 48. Útmutató a finomságok kamrájának fosztogatóihoz; fordította: Boronyák Rita; Adoc-Semic, Budapest, 2002
- 49. Útmutató a nem egerésző macskákhoz; fordította: Boronyák Rita; Adoc-Semic, Budapest, 2002
- 50. Garfield, a gazdiszomorító; fordította: Boronyák Rita, Nagy Ágnes; Adoc-Semic, Budapest, 2003
- 51. Házon kívül vagyok!; fordította: Boronyák Rita, Nagy Ágnes; Adoc-Semic, Budapest, 2003
- 52. Tiszta Hawaii!; fordította: Boronyák Rita; Adoc-Semic, Budapest, 2003
- 53. Kész kabaré!; fordította: Boronyák Rita; Adoc-Semic, Budapest, 2003
- 54. Kutya bajom!; fordította: Boronyák Rita; Adoc-Semic, Budapest, 2003
- 55. Hiperpasszív; fordította: Boronyák Rita; Adoc-Semic, Budapest, 2004
- 56. Minden, csak nem szokásos; fordította: Boronyák Rita; Adoc-Semic, Budapest, 2004
- 57. Háziátkok; fordította: Boronyák Rita; Adoc-Semic, Budapest, 2004
- 58. A macska törzshelyei; fordította: Boronyák Rita; Adoc-Semic, Budapest, 2004
- 59. A filozofikus macska; fordította: Boronyák Rita; Adoc-Semic, Budapest, 2004
- 60. Várt és váratlan vendégek; fordította: Boronyák Rita; Adoc-Semic, Budapest, 2004
- 61. Country kandúr; fordította: Boronyák Rita; Adoc-Semic, Budapest, 2004
- 62. Imádom a szőröd illatát; fordította: Boronyák Rita; Adoc-Semic, Budapest, 2005
- 63. Álom páros; fordította: Boronyák Rita; Adoc-Semic, Budapest, 2005
- 64. Vigyázz! Támadnak az ételmaradékok!; fordította: Boronyák Rita; Adoc-Semic, Budapest, 2005
- 65. A hájam én vagyok; fordította: Boronyák Rita; Adoc-Semic, Budapest, 2005
- 66. Végre dirigálhatok!; fordította: Boronyák Rita; Adoc-Semic, Budapest, 2005
- 67. Miénk itt a tél!; fordította: Boronyák Rita; Adoc-Semic, Budapest, 2005
- 68. Ez már fánk mennyország?; fordította: Boronyák Rita; Adoc-Semic, Budapest, 2006
- 69. Kifogások ügyosztálya; fordította: Boronyák Rita; Adoc-Semic, Budapest, 2006
- 70. Szombat esti frász; fordította: Boronyák Rita; Adoc-Semic, Budapest, 2006
- 71. A sokból sosem elég; fordította: Boronyák Rita; Adoc-Semic, Budapest, 2006
- 72. Don Lasagna; fordította: Boronyák Rita; Adoc-Semic, Budapest, 2006
- 73. Totális bemelegítés; fordította: Boronyák Rita; Adoc-Semic, Budapest, 2006
- 74. Bálba párban; fordította: Boronyák Rita; Adoc-Semic, Budapest, 2007
- 75. Szellemi táplálék; fordította: Boronyák Rita; Adoc-Semic Kft., Budapest, 2007
- 76. Álomgyáros; fordította: Boronyák Rita; Adoc-Semic, Budapest, 2007
- 77. Egyszer fent, egyszer lent; fordította: Boronyák Rita; Adoc-Semic, Budapest, 2007
- 78. A nagy költő; fordította: Boronyák Rita; Adoc-Semic, Budapest, 2007
- 79. Ubul te édesnyálú; fordította: Boronyák Rita; Adoc-Semic, Budapest, 2007
- 80. Meglepetés!; fordította: Boronyák Rita; Adoc-Semic, Budapest, 2008
- 81. Kávés csöbörből sütis bödönbe; fordította: Boronyák Rita; Adoc-Semic, Budapest, 2008
- 82. Beach boys; fordította: Boronyák Rita; Adoc-Semic, Budapest, 2008
- 83. Alvás felsőfokon; fordította: Boronyák Rita; Adoc-Semic, Budapest, 2008
- 84. Teljes gázzal az ágyba!; fordította: Boronyák Rita; Adoc-Semic, Budapest, 2008
- 85. Mikulásvárás; fordította: Boronyák Rita; Adoc-Semic, Budapest, 2008
- 86. Diétatörő; fordította: Boronyák Rita; Adoc-Semic, Budapest, 2008
- 87. Elemes pingáló; fordította: Boronyák Rita; Adoc-Semic, Budapest, 2009
- 88. Kutya-elfoglaltság; fordította: Boronyák Rita; Adoc-Semic, Budapest, 2009
- 89. Őrző-védő macska; fordította: Boronyák Rita; Adoc-Semic, Budapest, 2009
- 90. Energiatakarékos életforma; fordította: Boronyák Rita; Adoc-Semic, Budapest, 2009
- 91. Súlyfölénnyel győz!; fordította: Boronyák Rita; Adoc-Semic, Budapest, 2009
- 92. Ki korán kel...; fordította: Boronyák Rita; Adoc-Semic, Budapest, 2010
- 93. Utálom a hétfőt; fordította: Boronyák Rita; Adoc-Semic, Budapest, 2010
- 94. Nagy has, nagy élvezet; fordította: Boronyák Rita; Adoc-Semic, Budapest, 2010
- 95. Támadójáték; fordította: Boronyák Rita; Adoc-Semic, Budapest, 2010
- 96. 15 csészés reggel; fordította: Boronyák Rita; Adoc-Semic, Budapest, 2010
- 97. Én kis égi medvém; fordította: Boronyák Rita; Adoc-Semic, Budapest, 2010
- 98. Ducira izgulom magam; fordította: Boronyák Rita; Drize, Budapest, 2011
- 99. Szörfre föl!; fordította: Boronyák Rita; Drize, Budapest, 2011
- 100. Az aranytoll-díjas; fordította: Boronyák Rita; Drize, Budapest, 2011
- 101. Stopposok kíméljenek; fordította: Boronyák Rita; Drize, Budapest, 2011
- 102. A meccs alatt ásító fiú; fordította: Boronyák Rita; Drize, Budapest, 2011
- 103. Örömtánc sütőcsöngésre; fordította: Boronyák Rita; Drize, Budapest, 2012
- 104. Fátylat a múltra; fordította: Boronyák Rita; Drize, Budapest, 2012
- 105. Igaz barátok; fordította: Boronyák Rita; Drize, Budapest, 2012
- 106. Űrsétáltatás; fordította: Boronyák Rita; Drize, Budapest, 2012
- 107. A klónom tehet mindenről; fordította: Boronyák Rita; Drize, Budapest, 2012
- 108. Turbó deszkás; fordította: Boronyák Rita; Drize, Budapest, 2013
- 109. Beszélek stréberül; fordította: Boronyák Rita; Drize, Budapest, 2013
- 110. Brokkoli kizárva; fordította: Boronyák Rita; Drize, Budapest, 2013
- 111. Agyonimádat; fordította: Boronyák Rita; Drize, Budapest, 2013
- 112. Csomagmegőrző van?; fordította: Boronyák Rita; Drize, Budapest, 2013
- 113. De jól szól!; fordította: Boronyák Rita; Drize, Budapest, 2013
- 114. Stand-up komédiás; fordította: Boronyák Rita; Drize, Budapest, 2013
- 115. Utálom a hétfőt 2.; fordította: Boronyák Rita, Bayer Antal, Benes Attila; Drize, Budapest, 2014
- 116. Nyálas fogadtatás; fordította: Boronyák Rita, Bayer Antal, Benes Attila; Drize, Budapest, 2014
- 117. Legyen mindig hétvége!; fordította: Boronyák Rita, Bayer Antal, Benes Attila; Drize, Budapest, 2014
- 118. Otthon, édes otthon; fordította: Boronyák Rita, Bayer Antal, Benes Attila ; Drize, Budapest, 2014
- 119. A mosolygó macska mindig gyanús; fordította: Boronyák Rita, Benes Attila; Drize, Budapest, 2014
- 120. Lasagna, az étkek fejedelme; fordította: Boronyák Rita, Benes Attila; Drize, Budapest, 2015
- 121. A legyező golf az igazi!; fordította: Boronyák Rita, Benes Attila; Drize, Budapest, 2015
- 122. Az ébresztő kávém; fordította: Boronyák Rita; Drize, Budapest, 2015
- 123. Az elveszett hűtőláda fosztogatói; fordította: Boronyák Rita; Drize, Budapest, 2015
- 124. A világ nem elég; fordította: Benes Attila, Boronyák Rita; Drize, Budapest, 2015
- 125. Azt se tudom, hol áll a fejem; fordította: Benes Attila, Boronyák Rita; Drize, Budapest, 2015
- 126. Irány a természet! De gyorsan! Garfield-poénok 1992-ből; fordította: Boronyák Rita; Drize, Budapest, 2016
- 127. Felszökött a diszkólázam! Garfield-poénok 1992-ből; fordította: Boronyák Rita; Drize, Budapest, 2016
- 128. Kapásból ebéd; fordította: Boronyák Rita; Drize, Budapest, 2016
- 129. Rutinos táborozó; fordította: Boronyák Rita; Drize, Budapest, 2016
- 130. Nyugis vadnyugat. Garfield-poénok 1992-1993-ból; fordította: Boronyák Rita; Drize, Budapest, 2016
- 131. Szobaszervíz. Garfield-poénok 1992-1993-ból; fordította: Boronyák Rita; Drize, Budapest, 2016
- 132. Deszkás hiphop. Garfield-poénok 1993-ból; fordította: Boronyák Rita; Drize, Budapest, 2017
- 133. Nyeregben érzem magam; fordította: Boronyák Rita; Drize, Budapest, 2017
- 134. Erre születni kell. Garfield-poénok 1993-ból; fordította: Boronyák Rita; Drize, Budapest, 2017
- 135. Életem megédesítői. Garfield-poénok 1993-94-ből; fordította: Boronyák Rita; Drize, Budapest, 2017
- 136. Végzem a dolgom. Garfield-poénok az 1994-es évből; fordította: Boronyák Rita; Drize, Budapest, 2017
- 137. Imádom a hosszú téli estéket. Garfield-poénok az 1994. évből; fordította: Frenkel Éva; Drize, Budapest, 2017
- 138. Együtt többet érünk el a sütiből a polcon. Garfield-poénok az 1994-95. évből; fordította: Bayer Antal, Frenkel Éva; Drize, Budapest, 2018
- 139. Enni vagy aludni? Garfield-poénok az 1995. évből; fordította: Bayer Antal; Drize, Budapest, 2018
- 140. Felrúgásban király vagyok! Garfield-poénok az 1995. évből; fordította: Bayer Antal; Drize, Budapest, 2018
- 141. Az (egy) helyben nyaralásé a jövő; fordította: Bayer Antal; Drize, Budapest, 2018
- 142. Bár lenne házi robottündérem! Garfield-poénok az 1995. évből; fordította: Bayer Antal; Drize, Budapest, 2018
- 143. Hálaadás napi rémálom. Garfield-poénok az 1995-96. évből; fordította: Bayer Antal; Drize, Budapest, 2018
- 144. Új szerzemények. Garfield-poénok 2005-ből; fordította: Boronyák Rita; Drize, Budapest, 2019
- 145. Ripitya lakásszerviz. Garfield-poénok 2005-ből; fordította: Boronyák Rita; Drize, Budapest, 2019

### Nagy mancs sorozat(1999)
- A teljes, cenzúrázatlan, utolérhetetlen Garfield; Semic Interprint, Budapest, 1999
- Garfield. Az igazat és csakis az igazat a macskákról; Semic Interprint, Budapest, 1999

### Garfield könyveksorozat (2016–)
- Garfield. Születésnapi meglepetés; alkotó Jim Davis; írta Jim Kraft, fordította: Benes Attila; Drize, Budapest, 2016
- Mindenkit lefőzök. Garfielddal a konyhában; írta Jim "Dzsem" Davis, közreműködők: Mark "Maszala" Acey, Scott "Nacho" Nickel, receptek Barbara "Banán" Albright, fordította: Benes Attila, Boronyák Rita, Frenkel Éva; Drize, Budapest, 2016
- Mindenkit lefőzök 2. Garfielddal a konyhában; írta Jim "Dzsem" Davis, közreműködők: Mark "Maszala" Acey, Scott "Nacho" Nickel, receptek Barbara "Banán" Albright, fordította: Benes Attila, Boronyák Rita; Drize, Budapest, 2017
- Garfield. Kreatív kifogások kézikönyve, 1-2.; írta Mark Acey, Scott Nickel, Brett Koth, ill. Brett Koth, fordította: Benes Attila; Drize, Budapest, 2018
  - (Garfield pompás kifogásai címen is)
- Garfield nagyban. Legjobb poénjaim 1978-tól 1991-ig; fordította: Benes Attila, Boronyák Rita, Frenkel Éva; Drize, Budapest, 2019

### Egyéb, közreműködések
- Garfield karácsonya; írta Clement C. Moore, ill. Jim Davis, fordította: Róna Annamária; Semic Interprint, Budapest, 1993 (Kandi könyvek)
- Sok szeretettel, Neked! Érzelmes garfizmusok; Jim Davis eredeti ötlete alapján írta Jim Kraft, Mark Acey, fordította: Szántai Zita; Szukits, Szeged, 2000
- Jobban szeretném a reggeleket, ha később kezdődnének; Jim Davis eredeti ötlete alapján írta Jim Kraft, Mark Acey; fordította: Szántai Zita; Szukits, Szeged, 2000
- Garfield és a pincerém; Jim Davis ötlete alapján írta Jim Kraft, ill. Mike Fentz, fordította: Nagy Ágnes; Adoc-Semic, Budapest, 2001
- Garfield és a titokzatos múmia; Jim Davis ötlete alapján írta Jim Kraft, ill. Mike Fentz, fordította: Nagy Ágnes; Adoc-Semic, Budapest, 2001
- Garfield és a mérges mágus; Jim Davis ötlete alapján írta Michael Teitelbaum, ill. Mike Fentz, fordította: Nagy Ágnes; Adoc-Semic, Budapest, 2001
- Garfield és a suli fantomja; Jim Davis ötlete alapján írta Jim Kraft, ill. Mike Fentz, fordította: Nagy Ágnes; Adoc-Semic Kft., Budapest, 2001
- Garfield szakállas vicceinek gyűjteménye; Jim Davis eredeti ötlete alapján írta Jim Kraft, Mark Acey, fordította: Szántai Zsolt; Szukits, Szeged, 2001
- Garfield pompás kifogásai; írta Mark Acey, Scott Nickel, Brett Koth, ill. Brett Koth, karakterek Jim Davis, fordította: Szántai Zsolt; Szukits, Szeged, 2001
  - (Garfield. Kreatív kifogások kézikönyve címen is)
- Garfield és a zűrkommandó; Jim Davis ötlete alapján írta Michael Teitelbaum, közreműködők: Mark Acey, Gary Barker, ill. Gary Barker, Larry Fentz, fordította: Nagy Ágnes; Adoc-Semic, Budapest, 2002
  - 1. Baljós kezdet; 2002
  - 2. Patkány Jack visszavág!; 2002
  - 3. K-9, a brutál blöki; 2002
  - 4. A Kegyetlen Kombinátor; 2002
- Garfield ego könyve; szöveg Jim Kraft, karakterek Jim Davis, ill. Brett Koth; Szukits, Szeged, 2003
  - (Garfield, az én nagykönyve címen is)
- Garfield top tízes kandúrságai; Jim Davis ötlete alapján írta Jim Kraft, Mark Acey, fordította: Szántai Zsolt; Szukits, Szeged, 2003
- Garfield, a kémapó; Jim Davis ötlete alapján írta Michael Teitelbaum, ill. Mike Fentz, fordította: Nagy Ágnes; Adoc-Semic, Budapest, 2005
- Garfield kisokos; Jim Davis ötlete alapján írta Mark Acey, Scott Nickel, ill. Gary Barker et al., fordította: Nagy Ágnes, Boronyák Rita; Adoc-Semic, Budapest, 2005